# Barbados op de Olympische Zomerspelen 2008

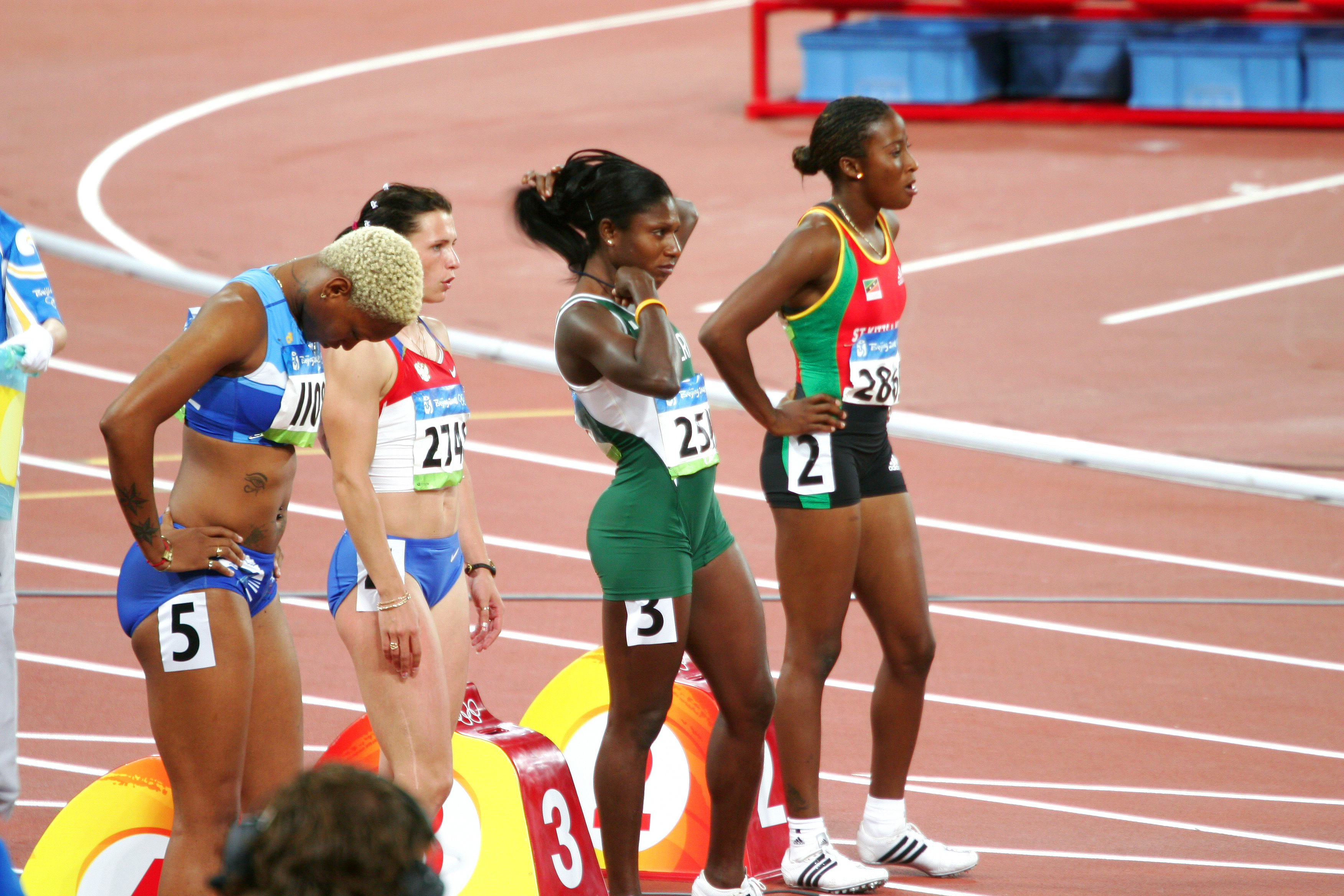
Jade Bailey (startnummer 5) voor de 100 m vrouwen op de Olympische Zomerspelen 2008

Barbados nam deel aan de Olympische Zomerspelen 2008 in Peking, China. Barbados debuteerde op de Zomerspelen in 1968 en deed in 2008 voor de tiende keer mee. Aan de enige medaille die ooit werd gewonnen op de Zomerspelen, behaald door Obadele Thompson in de atletiek op de Spelen van 2000 (brons op de 100 meter) werd op deze editie geen medaille toegevoegd.

## Deelnemers en resultaten

### Atletiek
| Olympiër        | Discipline      | Resultaat | Prestatie                                                                        |
| --------------- | --------------- | --------- | -------------------------------------------------------------------------------- |
| Andrew Hinds    | 100m (m)        | 24e       | serie 3: 5e in 10,35 kwartfinale 2: 5e in 10,25                                  |
| Ryan Brathwaite | 110m horden (m) | 12e       | serie 3: 2e in 13,38 (NR) kwartfinale 3: 2e in 13,44 halve finale 2: 7e in 13,59 |
|                 |                 |           |                                                                                  |
| Andrea Blackett | 100m (v)        | 37e       | serie 9: 2e in 11,46 kwartfinale 1: 8e in 11,67                                  |
| Andrea Blackett | 200m (v)        | 34e       | serie 4: 7e in 23,62                                                             |

### Zeilen
| Olympiër        | Discipline | Resultaat | Prestatie                             |
| --------------- | ---------- | --------- | ------------------------------------- |
| Gregory Douglas | laser (m)  | 43e       | 299 punten: (41-43-34-33-30-40-37-41) |

### Zwemmen
| Olympiër        | Discipline          | Resultaat | Prestatie                                                 |
| --------------- | ------------------- | --------- | --------------------------------------------------------- |
| Martyn Forde    | 50m vrije slag (m)  | 51e       | serie 7: 6e in 23,08                                      |
| Terrence Haynes | 100m vrije slag (m) | 47e       | serie 3: 3e in 50,50 (NR)                                 |
| Andrei Cross    | 100m schoolslag (m) | 55e       | serie 3: 7e in 1.04,57                                    |
| Bradley Ally    | 200m wisselslag (m) | 9e        | serie 4: 3e in 1.58,57 (NR) halve finale 2: 4e in 1.59,53 |
| Bradley Ally    | 400m wisselslag (m) | 55e       | serie 2: 3e in 4.14,01 (NR)                               |

Afghanistan · Albanië · Algerije · Amerikaanse Maagdeneilanden · Amerikaans-Samoa · Andorra · Angola · Antigua en Barbuda · Argentinië · Armenië · Aruba · Australië · Azerbeidzjan · Bahama's · Bahrein · Bangladesh · Barbados · België · Belize · Benin · Bermuda · Bhutan · Bolivia · Bosnië en Herzegovina · Botswana · Brazilië · Britse Maagdeneilanden · Bulgarije · Burkina Faso · Burundi · Cambodja · Canada · Centraal-Afrikaanse Republiek · Chili · China · Chinees Taipei · Colombia · Comoren · Congo-Brazzaville · Congo-Kinshasa · Cookeilanden · Costa Rica · Cuba · Cyprus · Denemarken · Djibouti · Dominica · Dominicaanse Republiek · Duitsland · Ecuador · Egypte · El Salvador · Equatoriaal-Guinea · Eritrea · Estland · Ethiopië · Fiji · Filipijnen · Finland · Frankrijk · Gabon · Gambia · Georgië · Ghana · Grenada · Griekenland · Groot-Brittannië · Guam · Guatemala · Guinee · Guinee‑Bissau · Guyana · Haïti · Honduras · Hongarije · Hongkong · Ierland · IJsland · India · Indonesië · Irak · Iran · Israël · Italië · Ivoorkust · Jamaica · Japan · Jemen · Jordanië · Kaaimaneilanden · Kaapverdië · Kameroen · Kazachstan · Kenia · Kirgizië · Kiribati · Koeweit · Kroatië · Laos · Lesotho · Letland · Libanon · Liberia · Libië · Liechtenstein · Litouwen · Luxemburg · Macedonië · Madagaskar · Malawi · Malediven · Maleisië · Mali · Malta · Marshalleilanden · Marokko · Mauritanië · Mauritius · Mexico · Micronesië · Moldavië · Monaco · Mongolië · Montenegro · Mozambique · Myanmar · Namibië · Nauru · Nederland · Nederlandse Antillen · Nepal · Nicaragua · Nieuw-Zeeland · Niger · Nigeria · Noord-Korea · Noorwegen · Oeganda · Oekraïne · Oezbekistan · Oman · Oostenrijk · Oost‑Timor · Pakistan · Palau · Palestina · Panama · Papoea-Nieuw-Guinea · Paraguay · Peru · Polen · Portugal · Puerto Rico · Qatar · Roemenië · Rusland · Rwanda · Saint Kitts en Nevis · Saint Lucia · Saint Vincent en Grenadines · Salomonseilanden · Samoa · San Marino · Sao Tomé en Principe · Saoedi-Arabië · Senegal · Servië · Seychellen · Sierra Leone · Singapore · Slovenië · Slowakije · Soedan · Somalië · Spanje · Sri Lanka · Suriname · Swaziland · Syrië · Tadzjikistan · Tanzania · Thailand · Togo · Tonga · Trinidad en Tobago · Tsjaad · Tsjechië · Tunesië · Turkije · Turkmenistan · Tuvalu · Uruguay · Vanuatu · Venezuela · Verenigde Arabische Emiraten · Verenigde Staten · Vietnam · Wit-Rusland · Zambia · Zimbabwe · Zuid-Afrika · Zuid-Korea · Zweden · Zwitserland
Uitgesloten van deelname: Brunei